# Los extraterrestres
Los extraterrestres es una película argentina cómica de 1983 dirigida por Enrique Carreras y protagonizada por Alberto Olmedo y Jorge Porcel. Fue estrenada el 14 de julio de 1983.

## Sinopsis
Alberto y Jorge son dos amigos que trabajan como camareros y durante un viaje se encuentran con un extraterrestre con poderes extraordinarios. El mismo es buscado por una organización rusa, y los amigos deberán ocultarlo de esta.

## Reparto
- Alberto Olmedo - Alberto
- Jorge Porcel - Jorge
- Luisa Albinoni - Luisa Albi
- Susana Traverso - Susan Travers
- Mario Sánchez - Gerente del hotel
- Tristán - Empleado del gerente
- Adriana Parets - Agente 005
- María Carreras - Mucama
- Marisa Carreras - Mucama
- Pimpinela
- Diana María
- Jacques Arndt
- José Luis Gioia - Mozo
- Hugo Varela - Mozo
- Tatave Moulin
- Luis Robles
- Luis E. Corradi
- Joaquín Piñón
- Ricardo Jordán
- Aldo Mayo - Mozo "Bello"